# Pachet
Pachet oder Pechet ist eine altägyptische Göttin aus dem Gebiet von Beni Hassan. Ihr Name bedeutet „Die Kratzende“ oder „Zerreißende“, was auf ihre Bedeutung als kriegerische Göttin hinweist.

## Ikonografie
Es finden sich in der altägyptischen Kunst sehr wenig Darstellungen dieser Göttin. Sie hat meist die Gestalt eines Löwen, erscheint aber auch als Frau mit Löwenkopf, die eine Sonnenscheibe auf dem Kopf trägt. Darstellungen in Hibis zeigen Pachet als einen sitzenden Pavian. Ihr sind keine speziellen göttlichen Attribute zugeordnet.

## Mythologie
Sie ist aus Sargtexten des Mittleren Reiches von Beni Hassan bekannt. Günther Roeder tituliert sie als „Göttin mit scharfen Augen und spitzen Krallen, die des Nachts Nahrung beschafft“. Von Pachet hieß es, sie würde ihren Feinden Entsetzen einflößen. Die Göttin zählt zu den Löwengottheiten und ist von Natur aus aggressiv.
Pachet hat verschiedene Beinamen. So wurde sie „Göttin am Eingang des Wadi“ genannt, aber sie war auch „Herrin der Wüste, die inmitten der östlichen Wüste haust“ und wird auch als „Herrscherin der Beiden Länder“ (Ober- und Unterägypten) sowie als „Herrin des Himmels“ tituliert.
Sie wurde mit den Göttinnen Weret Hekau, Sachmet und Isis gleichgesetzt. Als Löwengöttin gehört sie auch zu jenen Gottheiten, die an der „Augensage“ teilhaben.

## Kult und Kultstätten

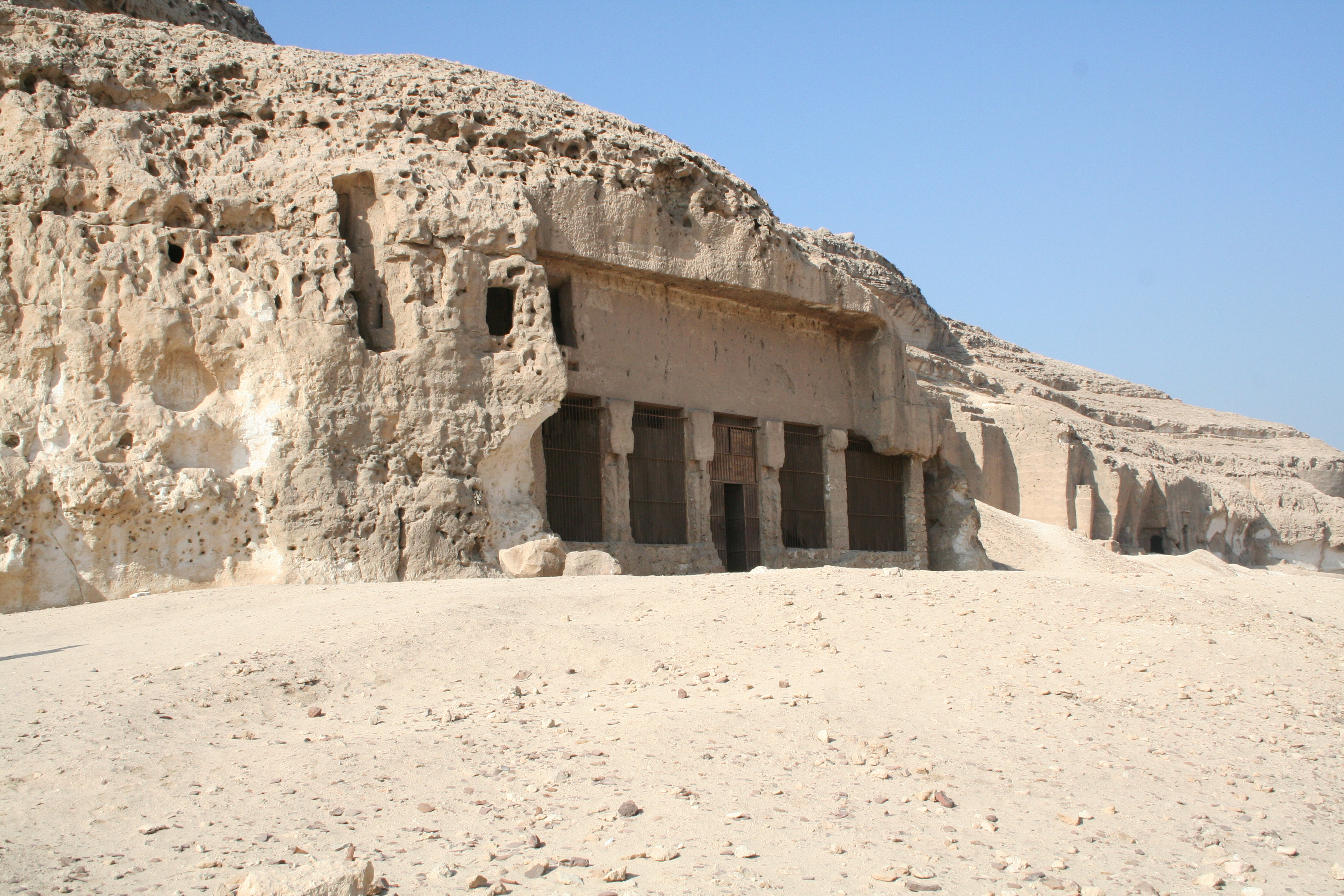
Der Felsentempel der Löwengöttin aus der Zeit der Hatschepsut in Speos Artemidos

Der Kult um Pachet war örtlich wenig begrenzt. Ihr Haupteinfluss- und Hauptkultgebiet war die Gegend von Beni Hasan in Mittelägypten. Hier liegt ihr Tempelheiligtum, ein Felsentempel, der von Königin Hatschepsut angelegt und von Thutmosis III. sowie Sethos I. dann weiter ausgebaut worden ist. Von den Ptolemäern wurde das Heiligtum später Speos Artemidos („Grotte der Artemis“) genannt, da sie Pachet mit ihrer griechischen Göttin Artemis gleichsetzten. Für ihren Kult entstanden in der Spätzeit ausgedehnte Katzenfriedhöfe in Tempelnähe.